# Кройдон (Пенсільванія)
Кройдон (англ. Croydon) — переписна місцевість (CDP) в США, в окрузі Бакс штату Пенсільванія. Населення — 10 014 особи (2020).

## Географія
Кройдон розташований за координатами 40°5′35″ пн. ш. 74°53′52″ зх. д. / 40.09306° пн. ш. 74.89778° зх. д. (40.093027, -74.897710).  За даними Бюро перепису населення США в 2010 році переписна місцевість мала площу 6,35 км², з яких 6,24 км² — суходіл та 0,11 км² — водойми. В 2017 році площа становила 6,95 км², з яких 6,44 км² — суходіл та 0,52 км² — водойми.

## Демографія
Згідно з переписом 2010 року, у переписній місцевості мешкало 9950 осіб у 3681 домогосподарстві у складі 2545 родин. Густота населення становила 1566 осіб/км².  Було 3912 помешкання (616/км²).
Расовий склад населення:
| - 86,6 % — білих - 4,9 % — чорних або афроамериканців - 2,9 % — азіатів - 0,3 % — корінних американців - 3,0 % — осіб інших рас |

До двох чи більше рас належало 2,3 %. Частка іспаномовних становила 7,4 % від усіх жителів.
За віковим діапазоном населення розподілялося таким чином: 22,0 % — особи молодші 18 років, 67,1 % — особи у віці 18—64 років, 10,9 % — особи у віці 65 років та старші. Медіана віку мешканця становила 39,1 року. На 100 осіб жіночої статі у переписній місцевості припадало 100,6 чоловіків;  на 100 жінок у віці від 18 років та старших — 100,0 чоловіків також старших 18 років.
Середній дохід на одне домашнє господарство  становив 63 738 доларів США (медіана — 54 355), а середній дохід на одну сім'ю — 74 266 доларів (медіана — 62 733). Медіана доходів становила 47 658 доларів для чоловіків та 40 176 доларів для жінок. За межею бідності перебувало 11,1 % осіб, у тому числі 9,6 % дітей у віці до 18 років та 6,5 % осіб у віці 65 років та старших.
Цивільне працевлаштоване населення становило 5116 осіб. Основні галузі зайнятості: освіта, охорона здоров'я та соціальна допомога — 20,2 %, виробництво — 13,8 %, роздрібна торгівля — 13,3 %.